# Jaylen Babb-Harrison
Jaylen Babb-Harrison (Ajax, 7 agosto 1993) è un cestista canadese.

## Carriera
Con il Canada ha disputato i Campionati americani del 2022.